# Orțișoara
Orțișoara é uma comuna romena localizada no distrito de Timiș, na região histórica do Banato (parte da Transilvânia). A comuna possui uma área de 143.23 km² e sua população era de 4190 habitantes segundo o censo de 2011.

## População
| 2001 | 2011 |
| 4080 | 4190 |